# Cornelia Gödecke
Cornelia Gödecke (* 29. Mai 1960 in Kropstädt) ist eine deutsche Politikerin (vormals SPD).

## Leben
Nach dem Abitur machte Gödecke von 1978 bis 1980 eine Facharbeiterausbildung in einem Schweinezuchtbetrieb. Zwischen 1980 und 1986 arbeitete sie für das Museum für Deutsche Geschichte in Berlin als Facharbeiterin für Sammlungspflege und als Sekretärin. Von 1986 bis 1991 studierte sie Geschichte und Deutsche Volkskunde an der Humboldt-Universität zu Berlin. Gödecke ist Mutter eines Kindes.
Zwischen 1991 und 1994 war sie Gleichstellungsbeauftragte.
1994 wurde sie bei der brandenburgischen Landtagswahl als Listenkandidatin der SPD in den Potsdamer Landtag gewählt. Sie war Abgeordnete vom 11. Oktober 1994 bis zum 29. September 1999. Im Landtag war sie Mitglied im Ausschuss für Wissenschaft, Forschung und Kultur sowie im Hauptausschuss. 1999 wurde Gödecke nicht wieder in den Landtag gewählt.
Als Geschäftsführerin des Königs Wusterhausener Lokalradios Sender KW geriet auch Gödecke in die öffentliche Kritik, als der Sender im Dezember 2006 und im Januar 2007 Werbung für die umstrittene, weil vor allem in der rechtsextremistischen Szene beliebte Bekleidungsmarke Thor Steinar ausstrahlte. Die Kleidungsmarke präsentierte die Blitzermeldungen (d. h. Ankündigungen von Geschwindigkeitskontrollen im Straßenverkehr) des Radiosenders. Es kam zu Protesten und Boykottaufrufen gegen den Sender, denen sich auch der SPD-Landrat Martin Wille anschloss. Gödecke verteidigte den Werbevertrag unter anderem damit, dass die juristische Prüfung ergeben habe, dass es keine rechtlichen Bedenken gebe, sondern nur moralische. Die Polizei beendete die weitere Ausstrahlung der Blitzermeldungen und die Sparkasse fror in der Folge der Proteste Gelder des Senders zeitweise ein. Die SPD ging auf Distanz zu Gödecke als Sender-Geschäftsführerin, nach Angaben des Kreistagsfraktionschefs Rainer Schloddarick wurde sie 2007 aus der SPD ausgeschlossen.